# Hells Angels on Wheels
Hells Angels on Wheels је амерички бајкерски филм из 1967. године, који је режирао Ричард Раш, са Адамом Рорком, Џеком Николсоном и Сабрином Шарф у главним улогама. Филм прати причу о раднику бензинске пумпе са лошим ставом, чији живот постаје узбудљивији након што му буде дозвољено да се дружи са члановима огранка одметничког мотоциклистичког клуба Анђели пакла.

## Радња
Чланови клуба Анђели пакла први пут примећују Поета (Џек Николсон) након што добије отказ јер је напао муштерију. Касније, Поет стиже до продавнице, где бајкери изводе акробације на паркингу. Један од њих случајно поломи фар на Поетовом мотору и увреди га. Поет, показујући више храбрости него разума, изазива члана банде који је оштетио његов мотор. Уобичајено, то би довело до тога да сви присутни Анђели пакла заједнички нападну онога ко удари неког од њих, јер „када не-Анђел нападне Анђела, сви Анђели узвраћају“.
Међутим, вођа клуба, Бади (Адам Рорк), интервенише и обећава Поету да ће му заменити фар. У међувремену, позива га да се придружи банди док „заврше неке послове“ – што у ствари значи одлазак у бар и напад на чланове ривалског клуба који су претходно претукли једног од Анђела. Поет добија инструкције да остане напољу, али се ипак умеша и помаже бајкерима.
Те вечери, након што се растао са бандом, Поет случајно налеће на морнара и обраћа му се грубо, пре него што схвати да је морнар у друштву још тројице. Четворица морнара не прихватају његово извињење и пребијају га.
Када Ангели сазнају за напад, проналазе морнаре и пребијају их у сразмери готово четири на једног. Један од морнара вади нож, а у тучи која следи, случајно бива убијен.
Поет добија дозволу да вози са бандом и ускоро стиче статус „проспекта“. Привучен је Бадијевом повременом девојком (Сабрина Шарф), која се поиграва са њим, али остаје нераскидиво везана за Бадија.
Већи део приче састоји се од сцена у којима Анђели уживају у журкама или бивају испровоцирани на насиље од стране „обичних људи“. Остале сцене приказују како изазивају удес старијем возачу, гурају полицајце са пута у покушају да ослободе ухапшеног друга или улазе у барове у којима нису добродошли.
На крају, Бадијева девојка успева да изазове сукоб између њега и Поета, у којем само један од њих преживљава.

## Улоге
- Адам Рорк као Бади
- Џек Николсон као Поет
- Сабрина Шарф као Шил
- Јана Тејлор као Абигајл
- Ричард Андерс као Бул
- Џон Гарвуд као Џоко
- И. Џеј Џеферсон као Перл
- Џејмс Оливер као Дарел „Џипси“ Витман
- Џек Старет као наредник Бингам
- Бруно ВеСота као свештеник
- Сони Барџер као председник Анђела пакла
- Роберт Ален као др Карстерс
- Вирџил Фрај као бајкер

## Продукција
Адам Рорк, који у филму игра председника клуба Бадија, глумио је у неколико других бајкерских филмова тог периода. Ралф „Сони“ Барџер, председник оакландског огранка Анђела пакла, појављује се у једној од раних сцена, али нема говорну улогу. Такође је био заслужан као консултант на филму. Сабрина Шарф касније је тумачила улогу Саре у филму Голи у седлу (1969), једном од најпознатијих филмова о бајкерима.

## Издање
Филм Hells Angels on Wheels је први пут приказан у САД у фебруару 1967. године на drive-in пројекцијама. Званично је пуштен у биоскопску дистрибуцију 1. јуна 1967. ДВД издање филма објављено је 30. децембра 2003. године.

## Видети још
- Бајкерски филм
- Експлоатациони филмови